# فستان ملفوف
الفستان الملفوف هو فستان مغلق من الأمام يتشكل من خلال التفاف جانب واحد عبر الآخر، وخياطة الروابط المرفقة التي تلتف حول الظهر عند الخصر أو أزرار الربط. هذا يشكل خط الرقبة على شكل حرف (V) ويحتوي على منحنيات تظهر على مرتديها. يُشبه اللباس المكسو هذا التصميم، إلا أنه يأتي مثبتاً بالفعل مع عدم الفتح أمامه، ولكن بدلاً من ذلك ينزلق على الرأس. قمة اللف هي أعلى قطعة ومبنية بالطريقة نفسها مثل فستان ملفوف، ولكن بدون تنورة.

## التاريخ

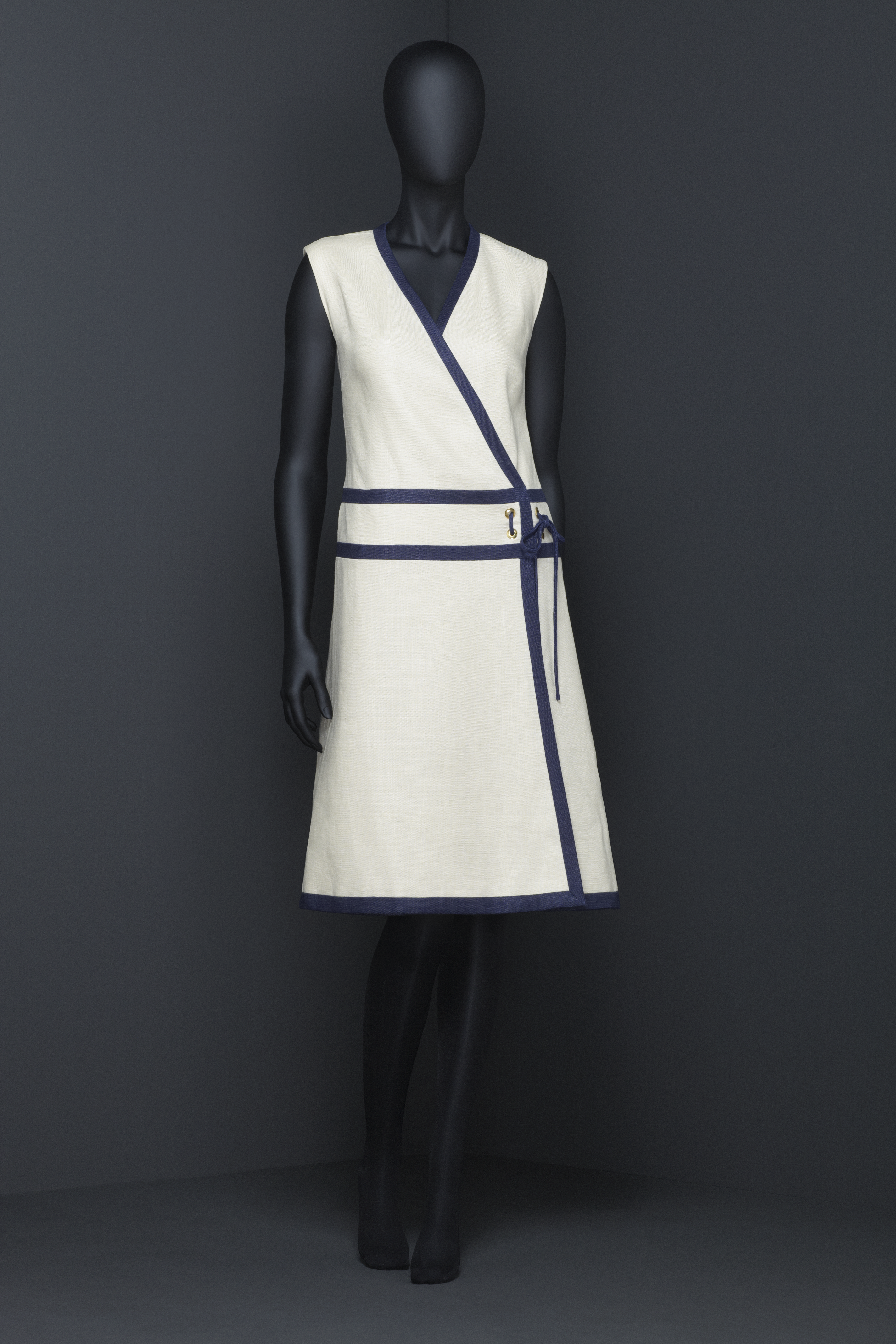

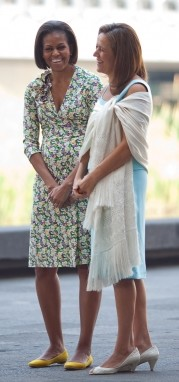
ميشيل أوباما ترتدي فستانا لفستان ديان فون فورستنبرغ في عام 2010

على الرغم من أنه غالبًا ما يُدّعى أن ديان فون فورستنبرغ وهي مصممة أزياء بلجيكية أميركية ولدت في بلجيكا، واشتهرت بفساتينها المبدعة المبطنة. «اخترعت» الفستان الملفوف في 1972/1973،  أشار ريتشارد مارتن، المنسق السابق لمعهد الأزياء في متحف متروبوليتان للفنون، إلى أن شكل تصميم فورستنبرغ قد تم بالفعل «متجذرة بعمق في التقاليد الرياضية المصممة الأمريكية»، مع اختيارها للأقمشة الاصطناعية المرنة التي تميز عملها عن فساتين الأغطية المبكرة. خلال فترة الكساد الكبير، كانت فساتين المنزل التي تحمل اسم "Hooverettes" تحظى بشعبية كبيرة والتي تستخدم تصميم الالتفاف. صممت إلسا شياباريللي لف الثياب في الثلاثينات من القرن الماضي  ، وبواسطة كلير مكارديل في الأربعينات من القرن العشرين، وأصبح تصميمها الأصلي «بوبوفي» أساسًا لمجموعة متنوعة من الفساتين الملتفة.
كان تفسير فورستنبرغ لباس الفستان الملفوف، الذي كان ثابتًا بطول الركبة، في قميص متشابك، بأكمام طويلة، شائعا جدًا ومميزا بحيث أصبح النمط مرتبطا به بشكل عام. وقد صرحت بأن طلاقها ألهما التصميم،  واقترح أيضًا أنه تم إنشاؤه بروح تمكين النساء من التمتع بالحرية الجنسية. في عام 2004، تم نشر كتاب مخصص بالكامل لفساتين فورستنبرغ.
حققت الفساتين الملفوفة ذروة شعبيتها في منتصف وأواخر السبعينيات، وكان الفضل في التصميم هو أن تصبح رمزًا لتحرير المرأة في السبعينيات.  لقد شهدوا تجدد الشهرة بداية من أواخر التسعينيات، لا سيما بعد أن أعادت فون فورستنبرغ ارتداء ملابسها في عام 1997 ؛ انها، من بين أمور أخرى، واصلت تصميم فساتين ملتفة منذ ذلك الحين.  ظلت شعبية اللباس الملفوف وأهميته النسوية المتداولة حاضرة في منتصف عام 2010. 

## روابط خارجية
- A 1970s von Fürstenberg jersey wrap dress at the Metropolitan Museum of Art
- [http://"Diane%20von%20Fürstenberg%20'Journey%20of%20a%20Dress'%20exhibition%20opens%20in%20L.A."%20by%20Booth%20Moore,%20Los%20Angeles%20Times,%20January%2010,%202014 "Diane von Fürstenberg 'Journey of a Dress' exhibition opens in L.A." by Booth Moore, Los Angeles Times, January 10, 2014]